# Hamza Boudlal
 (mai 2008).
Si vous disposez d'ouvrages ou d'articles de référence ou si vous connaissez des sites web de qualité traitant du thème abordé ici, merci de compléter l'article en donnant les références utiles à sa vérifiabilité et en les liant à la section « Notes et références ».
Hamza Boudlal est un ancien footballeur marocain né le 18 mars 1982 qui évoluait au poste de gardien de but.

## Biographie
Il a été gardien de but à l'Olympique de Khouribga et au Kawkab de Marrakech.
Il est notamment connu pour avoir réalisé le "coup du scorpion", effectué la première fois par René Higuita en septembre 1995 à Wembley.

## Clubs successifs
- 2004-déc. 2009 :  Olympique de Khouribga
- déc. 2009-2012 :  Kawkab de Marrakech
- 2013-2014 :  Olympique de Khouribga
- depuis déc. 2014 :  Ittihad Khémisset[1]

## Palmarès
- Champion du Maroc en 2007 avec l'Olympique de Khouribga
- Vainqueur de la Coupe du Trône en 2006 avec l'Olympique de Khouribga